# 텔레스냅
텔레스냅(Tele-snaps)은 1950~1960년대 영국 텔레비전 방송의 갈무리 사진 기술로, 존 큐라 (1902년 4월 9일~1969년 4월 21일)가 촬영하여 널리 판매하였다. 1947년부터 1968년까지 존 큐라는 관련 사업을 통해 본인이 촬영한 탤레스냅을 25만 장 넘게 판매하였다.
텔레스냅 한 장은 35mm 필름에 하프프레임, 1/25초의 노출로 촬영되었다. 하나의 방송 프로그램마다 약 70~80개의 텔레스냅이 촬영되는 것이 보통이었다. 당시 비디오카세트 레코더가 널리 보급되기 전이었기 때문에, 방송을 간직하고 싶은 시청자들이 구매하는 경우도 물론 있었지만, 해당 방송의 배우와 감독이 본인의 작품에 관한 기록과 예시로 사용하기 위해 구매하는 경우가 많았다.
오늘날 테이프 소실 등으로 인해 1950~1960년대 방송 자료가 많이 남아있지 않은 실정이기 때문에 텔레스냅은 초창기 영국 방송의 모습을 알 수 있는 유일한 자료로 남아 있다. 유명 SF 드라마 닥터 후의 경우에는 잃어버린 에피소드가 다수 남아 있는데, 1990년대부터 팬덤 사이에서 당시 방영분을 촬영한 텔레스냅 사진과 비공식 사운드트랙을 합친 복원판이 제작되고 있다.

## 역사
어린 시절부터 전자제품과 사진에 관심이 많았던 존 큐라는 가족들 사이에서 "히스 로빈슨 만화에 나오는 발명가" (Heath Robinson inventor)라는 칭찬을 듣곤 했다. 1946년 6월, 영국 BBC는 제2차 세계 대전으로 인해 중단된 텔레비전 방송을 재개하였다. 당시 영국 공군에서 제대한 존 큐라는 사진과 전자 분야에 대한 본인의 열정을 하나로 모아, 텔레비전 화면을 사진으로 찍을 수 있는 카메라의 개발을 위한 실험에 들어갔다. 마침내 존 큐라는 35mm 필름에 하프프레임 18×24mm를 1/25초의 속도로 촬영하는 방식을 생각해냈다.
실험 결과에 만족한 큐라는 1947년 9월 11일 BBC에 편지를 보내, 자신의 작업물 결과와 함께 해당 사진을 상업적으로 활용할 수 있도록 허가해 달라고 요청하였다. 존 큐라의 편지에 BBC 법무팀의 반응은 경악 그 자체였고 저작권 위반이라는 우려가 제기되었다. 그러나 결국 BBC는 텔레비전 화면 사진만으로는 기존 저작권법에 적용을 받지 않는다는 결론을 내고, 존 큐라에게 계속해도 좋다는 허가를 내렸다. 다만 BBC는 "TV 출연 전에 자신을 촬영해도 좋다고 허락한 개별 아티스트의 텔레비전 화면만 촬영하고, 해당 아티스트 이외의 어느 누구에게도 사진을 제공하거나 판매하지 말라"는 조건을 내걸었다. 존 큐라는 BBC의 조건을 무시하는 경우가 많았으나, 사정에 따라 해당 방송에 출연한 아티스트에게 텔레스냅을 보내는 경우도 잦았다. 특히 BBC 프로그램의 제작진들은 본인의 작업에 대한 유용한 기록으로 남길 수 있다는 생각이었기 때문에 이들은 존 큐라의 주고객으로 남게 되었다.
1951년 존 큐라는 BBC 방송 전체를 촬영할 수 있도록 허용해 달라고 요청하면서 다시 한번 BBC 법무팀과 대결에 나섰다. 존 큐라는 자신이 판매하는 텔레스냅으로 "한 시간 남짓의 짧은 수명을 갖고 그 후에는 영원히 사라지는, 여러 드라마들의 영구적인 사진 기록을 가질 수 있으며, 이는 앞으로 수년간 귀중한 참고 자료로 사용할 수 있다"고 주장했다. 이 시점에서 BBC는 각 신문사로부터 큐라의 텔레스냅 자료를 인용 보도할 수 있게 해 달라는 허가 요청이 쇄도하고 있었다. 그해 옥스퍼드와 케임브리지 대학 간의 보트경기가 TV로 중계되었는데, 옥스퍼드 대학 쪽의 보트가 가라앉는 모습을 유일하게 포착한 자료가 큐라의 텔레스냅 사진이었던 것도 한몫했다. BBC는 이 문제에 대한 법적 근거를 마련하기 위해 저작권법을 개정해 달라고 영국 국회에 청원하였다. 이에 따라 저작권법 개정안이 1956년 국회를 통과하였으나, 큐라의 사업활동을 막는 데에는 거의 도움이 되지 못했다.
큐라의 텔레스냅 판매 사업은 1950년대 중반에 이르러 최고조에 이르렀으며, 1955년에는 민영방송사 ITV가 출범하면서 텔레스냅 사업 수요도 하룻밤 사이에 두 배로 늘어나게 되었다. 이에 존 큐라는 두 번째 텔레비전 세트와 카메라를 제작해 BBC와 ITV 방송을 전부 동시에 촬영할 수 있게 되었다. 이와 더불어 텔레스냅을 통한 TV 방송 수신 향상에 관한 책, 화질 오류의 정정에 관한 책을 출판하였는데 이 역시 베스트셀러가 되면서 성공을 거뒀다. BBC TV 패널 게임쇼 <왓츠 마이 라인?>에 출연하면서 유명세를 이어간 큐라는 1959년까지 25만 장이 넘는 텔레스냅 사진을 촬영하였다. 당시 텔레스냅을 구입했던 유명 고객으로는 베니 힐과 베버리 시스터즈가 있었으며, 텔레스냅 세트의 복제품 역시 유명인들에게 선물되었는데 당시 홍보에 따르면 "영국 왕실, 덴마크 국왕 폐하, 노르웨이 국왕 폐하, 네덜란드 줄리아나 여왕, 프랑스 오리올 전 대통령, 애틀리 공작, 윈스턴 처칠 경, 찰리 채플린 씨, 엘리너 루스벨트 영부인에게 증정되는 영예"를 안았으며 영국의 여러 신문사와 잡지사에도 제공된 것으로 알려졌다.
그러나 1964년 서비스 가격을 인상하자 BBC 측은 텔레스냅 서비스 허가에 대한 검토를 지시하였다. 이 시점에서 큐라의 서비스 가격은 연간 이용료가 £1,300에 달했으며, 당시 수많은 프로그램이 필름이나 비디오에 늘상 녹화되고 있었기에, 방송 사진 자료의 수요와 정당성이 축소되면서 사업이 쇠퇴하기 시작했다. 그럼에도 존 큐라는 1969년 대장암으로 사망하기까지 불과 몇 달 앞두고서도 계속해서 텔레그램 자료를 촬영하며 사업의 끈을 놓지 않았다. 사망 이후 존 큐라의 부인은 고인이 된 남편의 텔레스냅 컬렉션을 BBC에 전달하려 했으나 거절당했다. 이들 자료는 머지않아 소실된 것으로 보이지만 텔레스냅 자료의 사본이 각 방송사의 제작 파일과 출연진, 제작진의 개인 소장품으로 남으면서 현재까지 전해지고 있다.

## 문화적 영향
초창기 텔레비전 방송은 프로그램의 녹화 수단이 제한적이었고, 생방송으로 내보내는 경우가 대다수였다. 이는 1950년대에 프로그램을 필름에 녹화하는 기술 (텔레레코딩)과 비디오테이프의 개발로 변화하기 시작했다. 하지만 프로그램 녹화 기술이 업계 표준이 된 이후로도 보관 비용이나 재방송의 제약 등 현실적인 여건으로 인해, 영국의 각 방송사들이 첫방송 이후 해당 프로그램의 녹화본을 파기하는 것이 일반적인 관행으로 자리잡았다. 결과적으로 존 큐라의 텔레스냅 자료는 초창기 텔레비전 프로그램의 수많은 유실 프로그램들을 조금이나마 엿볼 수 있게 해 주는 유일한 현존 자료로 남게 되었다.
프로그램 가운데 오디오 녹음본이 남아있는 경우, 텔레스냅 자료와 함께 프로그램의 영상을 슬라이드쇼 형식으로 재구성하여 복원하는 사례가 있다. 대표적인 사례로는 영국의 장수 SF 드라마 닥터 후가 있는데 1963년에 방영을 시작하여 약 100화에 달하는 에피소드가 소실되었으나, 닥터후 팬덤 내에서 텔레스냅을 이용하여 각 에피소드를 복원하는 경우가 많다.